# 関東地方の貸切バス事業者
関東地方の貸切バス事業者（かんとうちほうのかしきりバスじぎょうしゃ）は、関東地方で貸切バス事業を営む（または、過去に営んでいた）事業者の一覧。
- 各事業者は原則的に本社所在地または、支社・営業所が所在する県に掲載するものとする。
- ▲印は会社事情により貸切バス事業を休止もしくは終了した事業者。

## 茨城県
- アイヤマ観光
- 池田交通
- 茨城県西観光自動車
- 茨城交通
- 植松自動車
- 内山観光自動車
- 鹿島観光自動車
- 川崎観光バス
- 関東鉄道
  - 関鉄観光バス
- 霞観光株式会社
- 協栄観光バス
- さくら自動車
- 佐藤観光自動車
- 三陸観光 (茨城県)
- 十和観光
- 常南交通
- 昭和観光 (茨城県)
- 昭和観光自動車
- 新星観光バス
- ▲総和観光
  - 恵比寿コーポレーション
- 第二観光
- 大洋交通
- 旅人 (水戸市の企業)（たびっと）
- 玉里観光バス
- 月川観光バス
- トキワ交通
- 那珂川交通
- ナガツマ観光バス
- 中山観光自動車
- ▲日産観光
- 常陸観光バス
- 富士観光
- 平成観光自動車
- 北総交通 (茨城県)
- 北浦交通
- 真壁観光

## 栃木県
- アイケー観光バス
- アサヒタクシー (栃木県)
- 朝日観光バス (栃木県)
- 足利中央観光バス
- 大越観光バス
- 小山中央観光バス
- 協和交通 (栃木県)
- 蔵の街観光バス
- 康栄観光バス
- ▲こまどり交通
- さつき観光バス
- サンバレー那須観光
- サンクレールバス
- しもつけ観光バス
- 昭光観光バス
- シンエイ観光バス
- スズキ観光バス
- ちとせ観光バス
- 帝都 (栃木県)
- TCB観光
- 東武グループ
  - 東武バス日光
  - 日光交通
- 栃木交通バス
- 那須中央観光バス
- 仁井田観光
- 西那須観光バス
- 馬頭交通
- ハロー観光バス
- ビューロマン観光
- マロニエ観光
- マロニエ交通
- みちのりホールディングス
  - 関東自動車
  - 那須交通
  - やしお観光バス
- 矢板観光バス
- 野州商事
- 横根交通
- ワイケイ観光

## 群馬県
- 赤城観光自動車
- 東観光バス
- 老神観光バス
- 尾瀬開発
- 小田嶋観光バス
- 関越交通
- 北関東観光
- グリーン観光
- 群北観光バス
- 群馬グリーン交通
- 群馬コープ観光
- 群馬交通観光
- 群馬スクールバス
- 群馬中央バス
- 群馬バス
- 群馬福祉交通
- 上信観光バス
- ▲上信小型バス
- ▲第一交通
- 高山運輸倉庫
- 館林観光バス
- 多野観光
- つゝじ観光バス
- 利根西部運送（新和観光バス）
- 永井運輸
- なかい観光バス
- 日本中央バス
- ビーエムバス
- ボルテックスアーク
- 美山観光バス
- 矢島タクシー
- 湯浅観光
- ローズクィーン交通
- ローランド観光バス

## 埼玉県
- 明日香交通
- 新井運輸
- イーグルバス
- エスケー交通
- 恵美観光バス
- エムエス観光バス
- 大堰観光バス
- 春日部観光バス
- 川越観光自動車
- 川島自動車
- 川本交通
- 関東観光自動車
- 関東自動車 (埼玉県)
- 協同観光バス
- 熊谷観光バス
- グローバル交通
- 広栄交通バス
- 光和観光バス
- 国際十王交通
- ▲コンチネンタルリース
- 彩京観光バス
- 彩京リムジン
- 埼玉自動車交通
- 埼玉中央観光バス
- 昭和観光自動車 (埼玉県)
- 新日国際交通
- スカイ観光
- 西武バス
  - 西武観光バス
- 大和観光自動車
- 秩父鉄道観光バス
- 中央交通 (埼玉県)
- つばさ観光バス (埼玉県)
  - 丸建つばさ交通
- 東栄運輸 (埼玉県)
- 東京サービスエンタープライズ
- 東埼観光
- 東武バスウエスト
- 所沢観光バス
- とらバス（旧:ANYヨシクニ観光）
- 中田商会
- 新座観光バス
- ニュー秩父交通
- ビーエム観光
- 東埼玉観光バス
- 深谷観光バス
- 平成エンタープライズ
- 平成交通 (埼玉県)
- 北斗交通
- 本庄観光
- 丸大観光
- マルモト観光バス
- 美杉観光バス
- 瑞穂 (埼玉県)
- 三倭観光
- 夢湖観光バス
- 武蔵観光
- 武蔵野交通
- ライブ交通
- ロイヤル交通 (埼玉県)
- 和光輸送

## 千葉県
- アイカムエクスプレス
- アイランドジャパン
- 愛和旅行
- アーガス
- アート観光
- アキラ観光
- アクティブ・ツアーズ
- 明日香交通
- アズバス
- 東交通
- アビコ西武観光
- 天嶼国際（旧:ケイエスケイ）
- アルファ交通バス
- あわみなみ交通
- イシイ
- イーエスティー
- E商国際
- 泉観光
- ▲市原興業（バス事業撤退）
- 市原中央観光
- 今井タクシー
- イロハ観光交通
- ウィング観光
- 大島観光
- オートウィル
- ORS
- 小川観光
- 小倉観光サービス
- オリエント交通
- 加瀬川自動車
- 海浜観光自動車
- 金成商事
- カツミ観光バス
- 鎌ヶ谷観光バス
- 神里交通
- かもめ観光バス
- 輝岩商事
- 協進観光
- 鏡浦自動車
- 北千葉観光バス
- きらり観光
- 空港観光バス
- グリーンライフ
- CRUSING WORLD
- グローバルジャパン
- 黒潮観光
- 京葉観光バス
- 煌星観光
- 京成グループ
  - 九十九里鉄道
  - 小湊鉄道
  - 京成トランジットバス
  - 京成バスシステム
  - 千葉交通
  - 千葉中央バス
  - 成田観光自動車
  - 京成タクシー千葉イースト
- 京葉観光バス
- 紅仙観光自動車
- コウシュン
- コスモスバス
  - ベストエスコート
  - アクティブ
- 日商自動車
- 菰野東部交通
- 埼東観光
- さくら観光バス
- 櫻井観光バス
- 桜木観光
- ササモト
- 幸観光バス
- 里見交通
- サム観光
- サム交通
- 三栄交通（旭市）
- 三栄交通 (山武郡)
- 三久交通
- ▲三和交通
- シーエイチアイ
- 芝山交通
- 芝山タクシー
- 白井中央交通
- 神洲観光
- 新成シティ観光
- 昭平交通
- 翔礼交通千葉営業所
- 進和 (千葉県)
- 水郷観光
- スカイ観光バス
- 千里交通
- 総武観光
- 第一交通 (千葉県)
- ダイエー交通
- 大功自動車興業
  - 亜細亜交通社大功バス
- 大日ドリーム観光
- 太陽の里グループ
- 大和観光 (千葉県)
- 大和交通
- 高崎交通
- 武井観光
- 龍藤観光
- 旅友
- 旅・粋屋
- ▲千葉観光
- 千葉北エンタープライズ
- ▲千葉急行観光
- ▲千葉みらい観光バス
- 忠和興業
- 銚子観光バス
- ツーリストバス
- ディーライン
- ▲D・Y EXPRESS
- 天英運輸
- 京葉観光バス
- 東葛観光バス
- 東関交通
- 東京湾岸交通
- 東勝観光
- 東城観光自動車
- ▲東武バスイースト
- 東洋バス
  - ニュー東洋バス
- 都市交通タクシー
- 利根観光
- トランスワールドインターナショナル
- ▲ドリームリゾート開発
- 長宏観光
- ナギレン観光
- なの花交通バス
- 成田アプローチ
- 成田セントラル観光
- ▲成田中央交通
- 日栄観光バス
- 日新観光
- 日東交通
  - 天羽日東バス
  - 鴨川日東バス
  - 館山日東バス
- ニュー恒容交通
  - 百年交通
- ニューサトー観光バス
- ニュー東豊
- ニュー松戸観光バス
- 花まる観光自動車
- 華橋商事
- 波那道観光
- 華光観光
- ビィー・トランセグループ
  - あすか交通
  - 西岬観光
  - 平和交通
- 東日本観光
- フェニックスオート
- 富士交通
- 船戸興業
- ブルースカイ
- 房総エキスプレス
- 北総観光
- 北斗観光バス
- 松伸野田観光バス
- 松戸中央バス
- 丸井観光バス
- Marubayashiサービス
- 丸藤
- 三貴交通
- みず季野観光
- ミズノ興業
- 三山観光バス
- ミヨシ観光
- 向観光
- 茂原観光
- ▲八街観光自動車
- ユタカコーポレーション
- ユーヨー
- 夢観光
- ▲横山産業
- 楽喜交通
- 良運観光
- 両総観光
- 両総グランドサービス
- 麗星観光産業

## 東京都
- アイビーエス
- アールブイジャパン
- あかばしゃ
- 亜希プロ
- ▲アルピコ交通東京（アルピコ交通と合併。現アルピコ交通東京支社）
- いずみ観光バス
- 小笠原観光
- 大島旅客自動車
- 小田急グループ
  - 小田急ハイウェイバス
  - ▲小田急シティバス（小田急箱根高速バスと合併。現小田急ハイウェイバス）
  - ▲小田急箱根高速バス（小田急シティバスと合併。現小田急ハイウェイバス）
  - 神奈中観光
  - 立川バス
- 小田通商
- オノエン観光バス
- オー・ティー・ビー
- 関東バス
- 吉祥リムジン
- 銀河鉄道
- 共同観光バス
- グレース観光
- 京王グループ
  - 京王自動車
  - 京王電鉄バス
    - 京王バス中央
    - 京王バス東
    - 京王バス南

  - 西東京バス
    - 西東京モビリティサービス
- kmモビリティサービス
  - ▲ニュー東京観光自動車（ケイエム観光バスに吸収合併）
- 京成バス東京
- 京浜急行バス
- 光輝観光バス
  - ▲イノベーション観光自動車（光輝観光バスと合併）
- 国際興業
- さがみエンヂニアリング
- 七福神観光
- ジェイアールバス関東
- ジャムジャムエクスプレス
- ジャパン・グリーン
- ジョイフル観光 (足立区)
- ジョイフル観光 (三鷹市)
- 城北交通
- 昭和観光
- 新日本観光自動車
- 総合観光
- 大新東
- 大同交通
- 台日通バス
- 帝産観光バス
- 東栄運輸
- たまこバス
- 東急バス
  - ▲東急トランセ（東急バスに吸収合併）
- 東京空港交通
- 東京交通
- 東京滋賀交通
- 東京シティ観光
- 東京遊覧観光バス
- 東京都交通局（都営バス）
- 東京バス
  - 東京観光バス
- 東京パッセンジャー
  - ▲東京リムジン（バス事業を東京パッセンジャーへ移管）
- 東京マリンサービス
- 東京ワーナー観光
- 東京ヤサカ観光バス
- 東交観光バス
- 東都観光バス
  - ▲磐梯東都バス
- 東武バスセントラル
- 西郡観光バス
- 日旺
- 日和興業
- ニッコー観光バス
- ニュープリンス観光バス
- バスウェイ
- 八丈町企業課運輸係（八丈町営バス）
- はとバス
- 羽田空港交通
- 日立自動車交通
- 日の丸自動車興業
  - エアポートバス
  - HMC東京
- 富士急グループ
  - フジエクスプレス
  - 富士急行観光
- 冨士自動車
- 武州交通興業
- プリンシプル自動車
- ブルーグラスバス
- 平成エンタープライズ
  - 総合観光バス
  - HEG観光
- 丸屋商事（シエロバス）
- 南観光交通
- 南多摩運送
- 宮園自動車
  - 宮園バス
- メモリー観光バス
- もっこり竹の子観光
- 四葉観光バス
- ▲読売観光バス（事業廃止）
- レスクル東京
- ▲ワールドキャビン
- ワールド自興

## 神奈川県
- 厚木元湯観光
- 朝倉自動車（アツレン観光バス）
- イースタン企画
- 伊豆箱根バス
- 江ノ島タクシー
- 小田急グループ
  - 江ノ電バス
  - 神奈川中央交通
  - 箱根登山バス
- カミコウバス
- 神田交通
- 京急グループ
  - 川崎鶴見臨港バス
  - 東洋観光
- シティアクセス
  - シティアクセス川崎
  - シティアクセス相模
- 松栄輸送
- 湘南観光バス
- ▲湘南セントラル観光バス
  - ▲セントラルオートサービス
- 杉崎観光バス
- スバル観光バス
- 相鉄バス
- ▲大東観光交通
- 丹沢交通
- つばめ観光バス
- 天台観光
- 日伸交通
- バス窓.com
- ピースジャパン
- 富士急モビリティ（湘南営業所）
- フジ交通
- ふじばす
- フロンティア観光バス
- ベイラインエクスプレス
- 本牧運輸
- 三浦観光バス
- ミヤコバス
- 横バス観光
- 横浜市交通局
- YM交通